# Matee Ajavon
Matee Ajavon (sinh ngày 7 tháng 5 năm 1986) là một cầu thủ bóng rổ người Mỹ gốc Liberia cho Hiệp hội bóng rổ quốc gia Atlanta (WNBA). Một người bảo vệ 5'8 ", Ajavon đã được Houston Comets chọn làm dự thảo tổng thể thứ năm trong Đợt tuyển quân WNBA 2008.

## Cuộc sống ban đầu
Khi còn nhỏ, Ajavon di cư sang Hoa Kỳ cùng gia đình từ Monrovia, Liberia.

## Trung học
Ajavon tốt nghiệp trường trung học Malcolm X Shabazz ở Newark, New Jersey. Cô đã dẫn dắt đội bóng rổ của các cô gái Shabazz giành chiến thắng tại "Giải đấu vô địch" của bang New Jersey trong cả năm 2003 và 2004, lần đầu tiên một trường học lặp lại với tư cách là nhà vô địch. Ajavon được đặt tên là WBCA All-American. Cô đã tham gia Đại hội Thể thao toàn Mỹ của WBCA năm 2004, nơi cô ghi được chín điểm.

## Trường đại học
Ajavon tốt nghiệp Đại học Rutgers năm 2008, chuyên ngành Nghiên cứu dành cho người Châu Phi. Cô là thành viên chủ chốt của đội bóng rổ nữ 2006-2007 Scarlet Knight đã tham gia đại hội NCAA Championship.

## Thống kê đại học
| Năm       | Đội | GP  | Điểm | FG%  | 3P%  | FT%  | RPG | APG | SPG | BPG | PPG  |
| --------- | --- | --- | ---- | ---- | ---- | ---- | --- | --- | --- | --- | ---- |
| 20040505  | <a href="https://en.wikipedia.org/wiki/Rutgers_Scarlet_Knights_women's_basketball" rel="mw:ExtLink" data-linkid="202" class="cx-link" title="Rutgers Scarlet Knights women's basketball">Rutgers</a> | 35  | 434  | 41,6 | 26.2 | 72,2 | 2.9 | 3,5 | 2.2 | 0,2 | 12.4 |
| 20051606  | Rutgers | 32  | 402  | 43.3 | 34.1 | 75,0 | 2,8 | 4,5 | 2.6 | 0,4 | 12.6 |
| 2006      | Rutgers | 32  | 383  | 41,5 | 39,5 | 70,6 | 3,1 | 3,8 | 1.7 | 0,4 | 12,0 |
| 2007 2007 | Rutgers | 33  | 403  | 39,8 | 25.2 | 78,8 | 3.6 | 5,2 | 1.8 | 0,3 | 12.2 |
| Sự nghiệp | Rutgers | 132 | 1622 | 41,5 | 30,9 | 74.1 | 3,1 | 4.2 | 2.1 | 0,3 | 12.3 |

## Bóng rổ Hoa Kỳ
Ajavon chơi cho đội tuyển Hoa Kỳ trong Thế vận hội Pan American 2007 ở Rio de Janeiro, Brazil. Đội đã thắng cả năm trận, giành Huy chương Vàng cho sự kiện này.

## Chuyên nghiệp
Ajavon chơi chủ yếu ngoài băng ghế dự bị trong mùa giải WNBA tân binh của cô, nhưng trung bình 8,0 điểm mỗi trận. Khi Houston Comets giải thể năm 2008, Ajavon được chọn thứ hai trong dự thảo phân tán của Washington Mystics.
Trong trận đấu bù WNBA 2008 2008, Ajavon đã chơi ở EuroLeague Women cho Fenerbahçe Istanbul.
Trong mùa đầu tiên của cô ấy với Washington, Ajavon đã đưa ra những con số tương tự đáng chú ý với chiến dịch WNBA đầu tiên của cô ấy. Một lần nữa chủ yếu chơi như một dự bị, cô ghi được 8,0 điểm mỗi trận. Ajavon đã giúp Mystics lọt vào vòng playoffs, nơi cô chơi tốt, ghi được 19 điểm chỉ sau 34 phút, nhưng Washington phải chịu trận càn quét hai trận dưới bàn tay của Indiana Fever.

## Thống kê sự nghiệp ở WNBA

### Mùa giải chính
| Năm       | Đội          | GP | GS | MPG  | FG%  | 3P%  | FT%  | Game nhập vai | APG | SPG | BPG | ĐẾN | PPG  |
| --------- | ------------ | -- | -- | ---- | ---- | ---- | ---- | ------------- | --- | --- | --- | --- | ---- |
| 2008      | Houston      | 34 | 2  | 17.8 | .323 | .194 | .791 | 1.8           | 1.7 | 0,9 | 0,2 | 1,5 | 8,0  |
| 2009      | Washington   | 34 | 4  | 17.3 | .336 | .341 | .673 | 1.9           | 1.1 | 1.1 | 0,1 | 1,4 | 8,0  |
| 2010      | Washington   | 34 | 0  | 14.6 | .346 | .184 | .773 | 1.6           | 1,4 | 1.1 | 0,1 | 1,5 | 5,9  |
| 2011      | Washington   | 34 | 33 | 31.3 | .391 | .276 | .829 | 2.4           | 3,1 | 1.7 | 0,3 | 3.0 | 14,7 |
| 2012      | Washington   | 33 | 22 | 21,6 | .299 | .602 | .827 | 1.8           | 2.0 | 1.6 | 0,2 | 1.9 | 7,9  |
| 2013      | Washington   | 34 | 27 | 21,6 | .299 | .602 | .827 | 1.7           | 2.9 | 0,9 | 0,0 | 2.2 | 8,9  |
| 2014      | Atlanta      | 24 | 1  | 9,2  | .278 | 0,11 | .724 | 1.7           | 2.9 | 0,9 | 0,0 | 0,9 | 2.2  |
| 2015      | Atlanta      | 33 | 11 | 17,6 | .405 | .167 | .822 | 1.8           | 2,5 | 1,4 | 0,1 | 1.8 | 5,9  |
| 2016      | Atlanta      | 33 | 2  | 10.6 | .305 | .231 | .750 | 1.6           | 1.2 | 0,3 | 0,2 | 1   | 3,3  |
| Sự nghiệp | 9 năm, 3 đội |    |    |      |      |      |      |               |     |     |     |     |      |

### Sau mùa giải
| Năm       | Đội          | GP | GS | MPG  | FG%  | 3P%  | FT%   | Game nhập vai | APG | SPG | BPG | ĐẾN | PPG  |
| --------- | ------------ | -- | -- | ---- | ---- | ---- | ----- | ------------- | --- | --- | --- | --- | ---- |
| 2009      | Washington   | 2  | 0  | 17,0 | .375 | .250 | .833  | 2,5           | 1,5 | 2.0 | 0,0 | 1   | 9,5  |
| 2010      | Washington   | 2  | 0  | 17,5 | .440 | .400 | .750  | 0,0           | 1,5 | 1,5 | 0,0 | 1   | 18,0 |
| 2013      | Washington   | 3  | 3  | 21,9 | .235 | .000 | .750  | 3,3           | 2.3 | 2.0 | 0,0 | 2.6 | 4,7  |
| 2014      | Atlanta      | 2  | 0  | 17,5 | .000 | .000 | .000  | 1             | 0,5 | 0,0 | 0,0 | 0,5 | 0,0  |
| 2016      | Atlanta      | 2  | 1  | 15.6 | .500 | .000 | 1.000 | 2,5           | 0,5 | 0,0 | 0,0 | 1,5 | 7,0  |
| Sự nghiệp | 5 năm, 2 đội | 11 | 4  | 15,7 | .368 | .190 | .806  | 2.0           | 1,4 | 1.2 | 0,0 | 1,5 | 7,5  |